# Commissario europeo per le relazioni interistituzionali
Il commissario europeo per le relazioni interistituzionali è un membro della Commissione europea. 
L'attuale commissario è lo slovacco Maroš Šefčovič.

## Competenze
Dal 2010 le deleghe al personale e all'amministrazione da un lato e quelle alle relazioni interistituzionali dall'altro sono state assegnate al medesimo commissario. Fino al 2004 la delega ai rapporti interistituzionali era in realtà limitata alla gestione dei rapporti tra la Commissione ed il Parlamento Europeo, mentre successivamente è stata ampliata.

## Il commissario attuale
L'attuale commissario è Maroš Šefčovič, in carica dal 1º dicembre 2019.

## Cronologia
| Commissario              | Stato membro | Commissione                           | Periodo          | Deleghe                                                                    |
| ------------------------ | ------------ | ------------------------------------- | ---------------- | -------------------------------------------------------------------------- |
| Carlo Scarascia-Mugnozza | Italia       | Commissione Ortoli                    | 1973–1977        | Relazioni con il parlamento                                                |
| Richard Burke            | Irlanda      | Commissione Jenkins                   | 1977–1981        | Relazioni con il parlamento                                                |
| Frans Andriessen         | Paesi Bassi  | Commissione Thorn                     | 1981–1985        | Relazioni con il parlamento                                                |
| Grigoris Varfis          | Grecia       | Commissione Delors I                  | 1985–1986        | Relazioni con il parlamento                                                |
| Peter Sutherland         | Irlanda      | Commissione Delors I                  | 1986–1989        | Relazioni con il parlamento                                                |
| Martin Bangemann         | Germania     | Commissione Delors II                 | 1989–1993        | Relazioni con il parlamento                                                |
| João de Deus Pinheiro    | Portogallo   | Commissione Delors III                | 1993–1995        | Relazioni con il parlamento                                                |
| Marcelino Oreja          | Spagna       | Commissione Santer, Commissione Marín | 1995–1999        | Relazioni con il parlamento                                                |
| Loyola de Palacio        | Spagna       | Commissione Prodi                     | 1999–2004        | Relazioni con il parlamento                                                |
| Margot Wallström         | Svezia       | Commissione Barroso I                 | 2004–2010        | Relazioni istituzionali                                                    |
| Maroš Šefčovič           | Slovacchia   | Commissione Barroso II                | 2010–2014        | Relazioni interistituzionali e amministrazione                             |
| Frans Timmermans         | Paesi Bassi  | Commissione Juncker                   | 2014–2019        | Migliorie legislazione e relazioni interistituzionali                      |
| Maroš Šefčovič           | Slovacchia   | Commissione von der Leyen I           | 2019 – in carica | Relazioni interistituzionali e prospettive strategiche                     |
| Maroš Šefčovič           | Slovacchia   | Commissione von der Leyen II          | 2019 – in carica | Commercio, Sicurezza economica, Relazioni interistituzionali e Trasparenza |